# Övre Grovern
Övre Grovern är en sjö i Storumans kommun i Lappland och ingår i Umeälvens huvudavrinningsområde.